# Lampadi (cònsol 530)
Lampadi (en llatí: Flavius Lampadius; fl. 530) va ser un cònsol de l'Imperi Romà d'Orient.
Lampadi va ser cònsol prior el 530 per l'Imperi d'Orient, juntament amb Rufí Gennadi Probe Orestes, nomenat a Occident. Als papirs, però, és nomenat segon després del seu col·lega, com si fos cònsol posterior.
Flavi Lampadi pot ser identificat amb el personatge representat a la valva supervivent del díptic de Lampadi, conservat al Museu de Santa Giulia de Brescia. L'obra, però, es pot datar a principis del segle v, cosa que exclouria la seva pertinença al cònsol i faria referència a altres Lampadii, potser el Lampadi elegit praefectus urbi a Roma el 398.